# Stemonyphantes conspersus
Stemonyphantes conspersus är en spindelart som först beskrevs av Ludwig Carl Christian Koch 1879.  Stemonyphantes conspersus ingår i släktet Stemonyphantes och familjen täckvävarspindlar. Inga underarter finns listade i Catalogue of Life.